# ميخائيل غيل
ميخائيل غيل (بالإنجليزية: Michael J Gale)‏ هو كاتب العمود وصحفي أسترالي وأمريكي، ولد في 27 أكتوبر 1962.